# Vinyltolueen
Vinyltolueen is een groep organische verbindingen met als brutoformule C9H10. Deze stoffen bestaan uit een benzeenring met daaraan gebonden een methylgroep en een vinylgroep. Er bestaan 3 isomeren van vinyltolueen:
- 2-vinyltolueen
- 3-vinyltolueen
- 4-vinyltolueen

Het mengsel van deze isomeren wordt commercieel verhandeld met 4-tert-butylcatechol als inhibitor.